# 嵴吻海龍屬
嵴吻海龍屬，為輻鰭魚綱棘背魚目海龍科的其中一屬。

## 下属物种
- 布氏嵴吻海龍（Histiogamphelus briggsii）
- 冠毛嵴吻海龍（Histiogamphelus cristatus）